# ネヴァ川ポルカ
『ネヴァ川ポルカ』（独: Newa Polka françａise）作品288は、ヨハン・シュトラウス2世が1864年の夏にロシアの避暑先のパヴロフスクで作曲したポルカ・フランセーズである。

## 概要
1864年の夏に、ワルツ王ヨハン・シュトラウス2世がロシアの当時の首都であったサンクトペテルブルク市を貫流する川の名前にちなんでネーミングした作品であり、スペイン女王 イザベル2世に献呈された。その音楽的および文化的功績が認められて、女王からシュトラウス2世は勲章を授かり賜ってもいる。曲中のトリオ部分では打楽器としてカスタネットが演奏に加わるのもこのポルカの音楽的特徴・見所の一つである。コーダ部分も、全楽器による壮麗なクライマックスを築き上げ、フェルマータを迎える。このポルカにはセンチメンタルなロシア音楽からの影響は薄いと言われるが、もしも仮にシュトラウスと同時代人のロシア人作曲家チャイコフスキーが軽いタッチでポルカを1曲書いたならば、この様な出来映えおよび音楽的内容に仕上げられた作品を残したかもしれない。また、このポルカのコーダ部分にはチャイコフスキーのバレエ音楽の一節を思わせもする顕著なロシア風情緒・ムードが漂い聴き取れる。まさに、その街の雰囲気から「北のヴェネツィア」と呼ばれ運河の発達した「西欧社会への窓」とも形容される幻想的な水の都サンクト・ペテルブルクを貫流するネヴァ川の名称にふさわしい情景描写的内容がこのポルカをユニークで魅力ある作品へと形ならしめている。シュトラウス２世が作曲した多数のポルカ群の中でも、当ポルカは数少ないシュトラウス黄金時代の創作上の優れた作例の一端を示すものである。ちなみに、新年恒例のウイーンフィルのニューイヤーコンサートでは、このポルカはこれまでに一度も取り上げられた過去がない。古い録音では、主にウィンナ・リートを膨大に量産した多作曲家でもあった指揮者ロベルト・シュトルツが、ベルリン交響楽団を指揮してこのポルカの演奏音源を残し、ドイツのBASF社（＝バスフ社）レーベルよりシュトラウス2世の大変に珍しいロシアの夏の滞在時代に相次いで誕生をみた作品のあれこれを集成した「サンクト・ペテルブルクのヨハン・シュトラウス」というタイトルの２枚組のLPレコードが1973年頃にリリースされた過去があった。なお、このポルカの初版の2手用ピアノ譜の表紙絵には、船舶の行き交うネヴァ河沿いに面して立つサンクトペテルブルクの冬宮（＊現在のエルミタージュ美術館本館の建物）の眺めが描かれている。